# Чемпионат Европы по теннису среди юниоров
Закрытый чемпионат Европы по теннису среди старших юниоров (англ. European Junior Championships U18) — внутреннее региональное соревнование старшего юниорского тура ITF, проводящееся в различных городах Европы при содействии европейской и международной федераций тенниса. Турнир имеет высшую для подобных соревнований категорию B1.

## Общая информация
Турнир основан накануне сезона-1976. Первый розыгрыш соревнования принял немецкий Берлин. В дальнейшем организаторы долгое время придерживались принципа ротации мест проведения турнира: ни одна страна не могла принять хотя бы два подряд соревнования: чемпионат Европы посетил Испанию (1977 и 1988 годы), Чехословакию (1978 и 1989), Швецию (1979), Францию (1980, 1985 и 1987), Италию (1981), Венгрию (1982), Швейцарию (1983, 1994—2006, 2010—2019, 2021—2023), Бельгию (1984), Португалию (1986 и 1993), СФРЮ (1990), ФРГ (1976 и 1992) и Австрию (2007—2009 и 2024).
Многие ведущие европейские теннисисты прошли через участие в чемпионате Европы в данном возрасте: например в 1978 году лучшим в одиночном разряде среди мальчиков стал чехословак Иван Лендл, а три года спустя — швед Матс Виландер. У девушек победительницами становились Кончита Мартинес и Мартина Хингис. Победители парных турниров в будущем повторяли свои успехи на взрослых турнирах Большого шлема: например шведы Йоаким Нюстрём и всё тот же Матс Виландер к титулу на чемпионате Европы-1981 добавили кубок победителей Уимблдона-1986.
Аналогичные турниры проходят в категориях до 14 и до 16 лет. Приз до 14 лет с 2005 года проходит в различных городах Чехии, а кубок до 16 лет с 2023 года принимает итальянская Парма.

## Список победителей
| Год                         | Одиночный разряд        | Одиночный разряд        | Парный разряд                                   | Парный разряд                              |
| Год                         | Юноши                   | Девушки                 | Юноши                                           | Девушки                                    |
| Оберпуллендорф, Австрия     | Оберпуллендорф, Австрия | Оберпуллендорф, Австрия | Оберпуллендорф, Австрия                         | Оберпуллендорф, Австрия                    |
| --------------------------- | ----------------------- | ----------------------- | ----------------------------------------------- | ------------------------------------------ |
| 2024                        | Лука Преда              | Теодора Костович        | Стефан Хория Хайта Лука Преда                   | Ёй де Зеув Бритт дю Пре                    |
| Клостерс-Зернойс, Швейцария |                         |                         |                                                 |                                            |
| 2023                        | Патрик Шён              | Ариана Герлингс         | Адриен Беррут Патрик Шён                        | Мара Гаэ Кара Мария Местер                 |
| 2022                        | Жиль-Арно Байи          | Виктория Хименес        | Якуб Меншик Якуб Никод                          | Никола Даубнерова Нина Варгова             |
| 2021                        | Вячеслав Белинский      | Антония Рузич           | Адам Юрайда Даниэль Синяков                     | Мара Гут Юлия Миддендорф                   |
| 2019                        | Валентин Ройер          | Анна Кубарева           | Арольд Майо Валентин Ройер                      | Вероника Башак Мартина Кубка               |
| 2018                        | Йонас Форейтек          | Клара Таусон            | Филип Кристиан Жиану Стефан Палоси              | Элизабетта Коччаретто Федерика Росси       |
| 2017                        | Жомбор Пирош            | Кайя Юван               | Якуб Пауль Дамиен Венгер                        | Виктория Дема Марта Костюк                 |
| 2016                        | Стефанос Циципас        | Амина Аншба             | Пётр Матушевский Каспер Жук                     | Астрид Ваня Бруне Ольсен Малена Хелго      |
| 2015                        | Микаэль Имер            | Анна Бондарь            | Тим Сандкойлен Луис Вессельс                    | Мириам Колодзиёва Маркета Вондроушова      |
| 2014                        | Кантен Алис             | Сара Соррибес Тормо     | Кантен Алис Жоан Себастьен Татло                | Эмили Эрбатнотт Фрея Кристи                |
| 2013                        | Карен Хачанов           | Барбора Крейчикова      | Филиппо Балди Лукас Мидлер                      | Барбора Крейчикова Катерина Синякова       |
| 2012                        | Киммер Коппеянс         | Петра Убералова         | Патрик Фабиан Матей Марушчак                    | Илона Кремень Александра Саснович          |
| 2011                        | Роберто Карбальес Баэна | Настя Колар             | Роберто Карбальес Баэна Рикардо Охеда Лара      | Илона Кремень Александра Саснович          |
| 2010                        | Дамир Джумхур           | Яна Чепелова            | Михаил Бирюков Ричард Музаев                    | Яна Чепелова Шанталь Шкамлова              |
| Филлах, Австрия             |                         |                         |                                                 |                                            |
| 2009                        | Стивен Диес             | Элора Дабижа            | Максиммиллиан Нойхрист Тристан-Самуэль Вайзборн | Жессика Жинье Кристина Младенович          |
| Бадгастайн, Австрия         |                         |                         |                                                 |                                            |
| 2008                        | Гийом Руфен             | Елена Богдан            | Рихард Хампель Радим Урбанек                    | Ришел Хогенкамп Лесли Керкхове             |
| 2007                        | Михал Конечный          | Штефани Фёгеле          | Евгений Донской Владимир Карусевич              | Оксана Калашникова Штефани Фогт            |
| Клостерс-Зернойс, Швейцария |                         |                         |                                                 |                                            |
| 2006                        | Жонатан Эйссерик        | Карла Суарес Наварро    | Никола Мектич Антонио Веич                      | Ализе Корне Юлия Федосова                  |
| 2005                        | Тимо де Баккер          | Агнеш Савай             | Душан Лойда Ян Марек                            | Алла Кудрявцева Екатерина Макарова         |
| 2004                        | Бартоломе Сальва-Видаль | Катерина Богмова        | Мартин Фишер Филипп Освальд                     | Мэдэлина Гожня Моника Никулеску            |
| 2003                        | Даниэль Химено-Травер   | Татьяна Головин         | Армин Зандбихлер Кристоф Штайнер                | Петра Цетковская Андреа Главачкова         |
| 2002                        | Иво Минарж              | Ева Бирнерова           | Томаш Бердых Иво Минарж                         | Татьяна Головин Анаис Лорендон             |
| 2001                        | Робин Сёдерлинг         | Мари-Гаяне Микаэлян     | Штефан Боли Роман Валан                         | Даниэла Берцек Елена Янкович               |
| 2000                        | Ли Чайлдс               | Юлия Бейгельзимер       | Ли Чайлдс Джеймс Нельсон                        | Андреа Плачкова Рената Ворачова            |
| 1999                        | Эрик Продон             | Стефани Форетц          | Ладислав Храмоста Ярослав Левинский             | Катарина Бастернакова Станислава Грозенска |
| 1998                        | Андреас Винчигерра      | Ева Дюрберг             | Ладислав Храмоста Ярослав Левинский             | Лаура Дельанджело Франческа Скьявоне       |
| 1997                        | Арно ди Паскуале        | Барбара Шварц           | Петр Кралерт Робин Вик                          | Андреа Себова Сильвия Урицкова             |
| 1996                        | Себастьян Грожан        | Петра Мандула           | Радек Штепанек Михал Табара                     | Галина Димитрова Дессислава Топалова       |
| 1995                        | Петер Весселс           | Анна Курникова          | Борис Боргула Доминик Хрбаты                    | Аличе Канепа Джулия Казони                 |
| 1994                        | Карлос Мойя             | Мартина Хингис          | Хакобо Диас-Руис Карлос Мойя                    | Ленка Ценкова Ленка Немечкова              |
| Лиссабон, Португалия        |                         |                         |                                                 |                                            |
| 1993                        | Альберт Коста           | Сара Питковски          | Иржи Новак Давид Шкох                           | Петра Бегеров Инес Хайзе                   |